# 南印樹鼩
南印樹鼩是樹鼩目樹鼩科印度樹鼩屬下唯一一種，分布於印度的中部和南部。
體長為16-18.5厘米，尾長16.5-19.5厘米，雜食性動物。